# Стад де ла Лікорн
«Стад де ла Лікорн» (фр. Stade de la Licorne) — футбольний стадіон в Ам'єні, Франція, домашня арена ФК «Ам'єн».
Стадіон побудований протягом 1997—1999 років та відкритий 24 липня 1999 року. Особливістю конструкції арени є вітрозахисні щити по її периметру, які також виконують функцію даху. Вони виготовлені з напівпрозорого матеріалу, що дозволяє максимально використовувати природне освітлення під час денних заходів. Конструкція передбачає розширення до 20 000 глядачів. Арена обладнана сучасними системами освітлення та обігріву поля.